# Hamburgsund
Hamburgsund – miejscowość (tätort) w Szwecji, w regionie administracyjnym (län) Västra Götaland, w gminie Tanum.
Według danych Szwedzkiego Urzędu Statystycznego liczba ludności wyniosła: 706 (31 grudnia 2015), 709 (31 grudnia 2018) i 714 (31 grudnia 2019).